# William Corkine
William Corkine est un compositeur, luthiste et gambiste anglais du début du XVIIe siècle.
Corkine jouait de la « lyra-viol », une petite basse de viole utilisée en Angleterre au XVIIe siècle qui doit son nom à certaines similitudes avec le « Lirone ».

## Biographie
On ne connaît rien de sa vie sinon qu'il était contemporain d'Alfonso Ferrabosco II et qu'il se rendit en Pologne en 1617.

## Œuvres
William Corkine publia deux livres contenant des airs pour voix seule et des pièces instrumentales pour la « lyra-viol » ,,, :
- 1610 : Ayres to Sing and Play to the Lute and Basse Violl. With Pavins, Gaillards, Almaines, and Corrantos for the Lyra Viol
- 1612 : The Second Booke of Ayres, Some, to Sing and Play to the Basse-Violl alone: Others, to be sung to the Lute and Bass Violl. With new Corrantoes, Pavins, Almaines; as also divers new Descants upon old Grounds, set to the Lyra-Violl

## Postérité discographique
Jordi Savall a consacré un disque à la musique de William Corkine et de son contemporain Alfonso Ferrabosco II : « Lessons for the Lyra-Viol » ( CD Astrée E 7750).